# Saint-Jean-Trolimon
Saint-Jean-Trolimon é uma comuna francesa na região administrativa da Bretanha, no departamento Finisterra. Estende-se por uma área de 14,54 km². Em 2010 a comuna tinha 970 habitantes (densidade: 66,7 hab./km²).